# Eclectus
A nemespapagáj (Eclectus) a madarak (Aves) osztályának papagájalakúak (Psittaciformes) rendjébe, ezen belül a szakállaspapagáj-félék (Psittaculidae) családjába és a szakállaspapagáj-formák (Psittaculinae) alcsaládjába tartozó nem.

## Rendszerezés
A nembe az alábbi fajok tartoznak:
- Sumba-szigeti nemespapagáj (Eclectus cornelia vagy Eclectus roratus cornelia)
- Óceániai nemespapagáj (Eclectus infectus) - késő pleisztocén - holocén[3][4]
- Pápua nemespapagáj (Eclectus polychloros vagy Eclectus roratus polychloros)
- Tanimbari nemespapagáj (Eclectus riedeli vagy Eclectus roratus riedeli)
- Malukui nemespapagáj (Eclectus roratus) (Statius Müller, 1776) - típusfaj[5]

## Fordítás
- Ez a szócikk részben vagy egészben  az   Eclectus című angol Wikipédia-szócikk ezen változatának fordításán alapul.  Az eredeti cikk szerkesztőit annak laptörténete sorolja fel. Ez a jelzés csupán a megfogalmazás eredetét és a szerzői jogokat jelzi, nem szolgál a cikkben szereplő információk forrásmegjelöléseként.